# Výbor pro všeobecnou bezpečnost

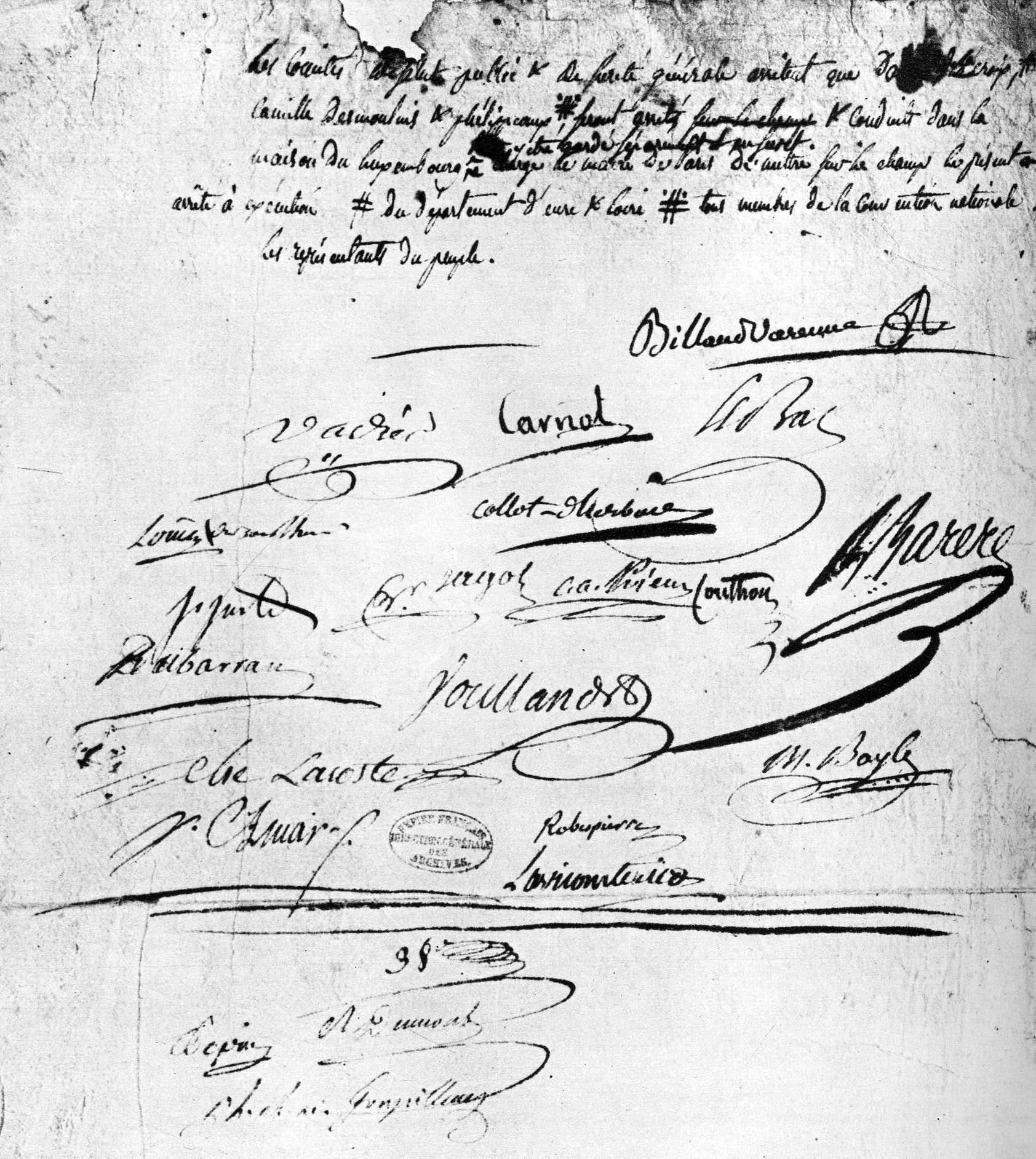
Zatykač na Dantona podepsaný členy výboru

Výbor pro všeobecnou bezpečnost (francouzsky Comité de sûreté générale) byl exekutivní orgán Národního konventu během Velké francouzské revoluce. Jeho pravomoci se týkaly zajištění vnitřní bezpečnosti státu. Největšího vlivu dosáhl spolu s Výborem pro veřejné blaho během Hrůzovlády. Existoval v letech 1792-1795.

## Historie
Dne 2. října 1792 Národní konvent odhlasoval vytvoření Výboru pro všeobecnou bezpečnost jakožto nástupce Vyšetřovacího výboru Ústavodárného národního shromáždění a Dohlížecího výboru legislativy. Bezpečnostní výbor se poprvé sešel 17. října 1792 a měl zpočátku 30 členů, z nichž byla každé dva měsíce polovina nově zvolena. Výbor zasedal v Hôtel de Brionne nedaleko Tuilerijského paláce.
Hora obvinila výbor z nedostatečného boje s protivníky Revoluce a proto požádala 21. ledna 1793 o jeho kompletní rekonstrukci. Montagnardi v něm poté rychle získali vliv. Po ovládnutí Bezpečnostního výboru jej využívali k boji se svými politickými oponenty.
S vyčleněním Výboru pro veřejné blaho z Bezpečnostního výboru dne 6. dubna 1793 získali montagnardi další exekutivní orgán. To vedlo ke zintenzivnění boje mezi girondisty a montagnardy. Girondisté prosazovali v Národním konventu vznik speciálních komisí, jako např. Komise Dvanácti, s cílem zbavit oba výbory jejich hlavních kompetencí. Opatření Bažiny ale zůstala neúčinná, neboť její poslanci byli po lidovém povstání od 31. května do 2. června 1793 zbaveni moci. Bezpečnostní výbor byl po pádu girondistů reorganizován a jakobíni upevnili svou moc.
Od 14. září 1793 měl Bezpečnostní výbor 12 členů, kteří byli až do thermidorského převratu (27. července 1794) každý měsíc nově voleni:
- Jean Baptiste Pierre André Amar (1755–1816)
- Moyse Bayle (1755–1812/15)
- Jacques-Louis David (1748–1825)
- Jean-Nicolas Barbeau du Barran (1761–1816)
- Grégoire Jacot (1750–1838)
- Élie Lacoste (1745–1806)
- Louis-Charles de Lavicomterie (1746–1809)
- Philippe-François-Joseph Le Bas (1764–1794)
- Jean-Antoine Louis (1753–1796)
- Philippe Rühl (1737–1795)
- Marc Alexis Guillaume Vadier (1736–1828)
- Jean-Henri Voulland (1751–1801)

Těchto dvanáct členů řídilo výbor v období Teroru. Scházeli se každý večer a jednou týdně diskutovali o politické situaci se členy Výboru pro veřejné blaho.
Bezpečnostní výbor byl nyní zodpovědný za policejní a soudní orgány. Byl oprávněn podávat žaloby na falšovatele asignátů, sledovat bezpečnost státu a bojovat proti agentům cizích zemí. Kromě toho také kontroloval prosazování zákonů a organizoval nebo vedl všechny hlavní procesy proti skutečným nebo domnělým nepřátelům Revoluce.
Podle zákona o podezřelých osobách ze 17. září 1793 pověřil Výbor pro všeobecnou bezpečnost revoluční výbory pařížských sekcí vytvořením seznamů podezřelých osob, kteří by svým jednáním nebo vztahy nebo ústně či písemně vyjádřenými názory mohli být uznáni za přívržence tyranie, feudalismu a nepřátele svobody. To zahrnovalo všechny bývalé šlechtice a jejich příbuzné, kteří trvale neprokázali svůj závazek k revoluci a rovněž všechny reemigranty, kteří se vrátili zpět do Francie. Zatykače musela podepsat většina členů Výboru pro bezpečnost a stejně tak propuštění vězně muselo schválil nejméně šest členů.
V listopadu 1793 se Výbor pro bezpečnost rozdělil do čtyř regionálních oddělení Paříže (sever a severovýchod, jihovýchod, západ a centrum) po třech členech. Zákonem ze dne 4. prosince 1793 převedl Národní konvent na Bezpečnostní výbor dohled na sekční revoluční výbory, potvrdil mu policejní moc a vedení kontaktních osob v Paříži a v provinciích.
Poté, co Výbor pro veřejné blaho v dubnu 1794 založil vlastní policejní oddělení pro trestní stíhání zneužití úřadu v oblasti veřejné správy, došlo kvůli překrývání kompetencí k závažným neshodám mezi oběma výbory. Konflikt zesílil také proto, že Maximilien Robespierre veřejně napadl André Amara a Marca Vadiera, přesvědčené ateisty a obhájce odkřesťanštění, a prosazoval Kult Nejvyšší bytosti.
Zákon z 22. prairial roku II (10. června 1794) zesílil teror a zvýšil počet poprav nevinných obětí. Veřejné mínění dalo toto osobně za vinu Robespierrovi. Tím se téměř všichni členové Výboru pro bezpečnost, kteří se sami obávali trestu smrti gilotinou, přiklonili na stranu nepřátel Robespierra a připravili jeho pád 9. thermidoru II.
Thermidoriáni rozhodli 29. července 1794 nahrazovat čtvrtinu členů obou výborů vždy každý měsíc. Pravomoci Bezpečnostního výboru však zůstaly a výbor se stal hlavním výkonným orgánem. Dohlížel na policii a předkládal obžalované (včetně bývalých členů Výboru pro bezpečnost) nově zřízenému revolučnímu tribunálu. Svou činnost Výbor pro všeobecnou bezpečnost ukončil dne 26. října 1795 současně s rozpuštěním Národního konventu. V období Direktoria jej nahradilo ministerstvo policie.